# Stelis filomenoi
Stelis filomenoi är en orkidéart som beskrevs av Rudolf Schlechter. Stelis filomenoi ingår i släktet Stelis och familjen orkidéer. Inga underarter finns listade i Catalogue of Life.